# In famiglia si spara
In famiglia si spara (Les Tontons flingueurs) è un film del 1963 diretto da Georges Lautner.
La pellicola è una commedia germano-italiano-francese, con sceneggiatura di Albert Simonin e dialoghi di Michel Audiard. Gli attori principali sono Lino Ventura, Bernard Blier, Jean Lefebvre e Francis Blanche.

## Trama
Fernand Naudin, un vecchio gangster, viene chiamato a Parigi da Montauban dal suo amico Louis che sta morendo. Louis vuole che Fernand si occupi di sua figlia Patricia, che erediterà una grande fortuna. Louis, conosciuto come «il messicano», è un malvivente a capo di un piccolo impero criminale. Dopo la morte dell'amico Fernand cerca di prendersi cura della nuova «nipote», ma molti problemi si succedono. I fratelli Volfoni e Théo – capi rispettivamente di un casinò e di una distilleria di Louis – cercano di prendere il controllo di tutta l'eredità. Inoltre Patricia è innamorata di un artista che non piace a Fernand,,.

## Accoglienza
In famiglia si spara è un successo commerciale con più di 3 300 000 biglietti venduti in Francia.

## Influenza culturale
Il film è diventato gradualmente un film di culto in Francia. Molte battute dai dialoghi di Michel Audiard sono entrate nella cultura popolare.